# Kellie Pickler
Kellie Dawn Pickler (n. 28 iunie 1986, Albemarle⁠(d), Carolina de Nord, SUA) este o cântăreață americană de muzică country și o vedetă de televiziune.

## Biografie
Pickler a obținut faimă concurând în sezonul cinci al American Idol, unde a obținut locul al șaselea. În 2006, a semnat cu 19 Recordings și BNA Records. Albumul ei de debut, Small Town Girl, a fost lansat mai târziu în același an și a fost vândut în peste 900.000 de exemplare. Albumul a fost declarat de aur de RIAA și a produs 3 single-uri în Billboard Hot Country Songs: Red High Heels, I Wonder și Things That Never Cross a Man's Mind.
Pickler a lansat în 2008 al doilea album, care îi poartă numele, cu 4 single-uri: Don't You Know You're Beautiful, Best Days of Your Life (în colaborare cu Taylor Swift), Didn't You Know How Much I Loved You și Makin' Me Fall in Love Again.
În 2012, Pickler s-a clasat pe locul 14 printre cei mai buni participanți la American Idol. În octombrie 2012, s-a transferat la casa de discuri Black River Entertainment.
La 21 mai 2013, Pickler și partenerul ei, Derek Hough, au fost câștigătorii celui de-al șaselea sezon al Dancing with the Stars⁠(d).